# التهاب جلد الأطراف الضموري المزمن
التهاب جلد الأطراف الضموري المزمن (بالإنجليزية Acrodermatitis chronica atrophicans) ويختصر ب (ACA).ويعرف أيضا باسم «مرض هركسهايمر»: و «ضمور منتشر الابتدائية». هو طفح جلدي يدل على المرحلة الثالثة أوالمرحلة المتأخر من مرض لايم.السبب هو عدوى نشطة تصيب الجهاز العصبي المحيطي وكثير ما لوحظ مع هذا المرض وجود حالة اعتلال الأعصاب.

## التاريخ
أكتشف المرض في عام 1883 في مدينة بريسلاو، بألمانيا، على يد الطبيب ألفريد بوخفالد.وفي عام 1902 قدم الطبيبان هركسهايمر وهارتمان وصف لهذا المرض بأنه «ضمور جلدي». 

## الأعراض
الطفح الجلدي الناجم عن التهاب جلد الأطراف الضموري المزمن يكون أكثر وضوحا على الأطراف، مصاحبا بتجاعيد. وتبدأ مراحله الأولى مع تلون أحمر مزرق وتورم في الجلد، وفي مراحل أخرى بعد شهور أو عدة سنين قد يتطور المرض ليصبح مرحلة ضامر. اللويحات المتصلبةللجلد قد تتطور أيضا.

## العلاج
مسار علاج التهاب جلد الأطراف الضموري المزمن طويلة الأمد، قد تمتد إلى عدة سنوات.
ويتكون العلاج من المضادات الحيوية بما في ذلك الدوكسيسيكلين والبنسلين، لمدة تصل إلى أربعة أسابيع في الحالات الحادة. 

## وصلات خارجية
DermIs.net Picture of Acrodermatitis chronica atrophicans rashes
http://emedicine.medscape.com/article/1051695-overview
http://www.dermis.net/dermisroot/en/35111/diagnose.htm